# Erythroxylum affine
Erythroxylum affine är en tvåhjärtbladig växtart som beskrevs av A. St.-hil.. Erythroxylum affine ingår i släktet Erythroxylum och familjen Erythroxylaceae. Inga underarter finns listade i Catalogue of Life.